# 1531 a tudományban
Az 1531. év a tudományban és a technikában.

## Események
- Puebla (Mexikó) alapítása
- A pápai és a sárospataki református kollégium alapítása.

## Születések
- szeptember 14. – Philipp Apian német matematikus, orvos, kartográfus († 1589).
- Agostino Ramelli itáliai mérnök († 1608 k.).

## Halálozások
- február 16. – Johannes Stöffler német matematikus (* 1452)